# أليكساندروس تزورفاس
أليكساندروس تزورفاس (باليونانية: Αλέξανδρος Τζόρβας)، من مواليد 12 أغسطس 1982 في أثينا في اليونان، لاعب كرة قدم يوناني.
يلعب مع نادي أوفي منذ عام 2007.
بدأ باللعب مع منتخب اليونان لكرة القدم في عام 2008.

## روابط خارجية
- أليكساندروس تزورفاس على موقع الاتحاد الدولي (مؤرشف)  (الإنجليزية)
- أليكساندروس تزورفاس على موقع الاتحاد الأوربي (الإنجليزية)
- أليكساندروس تزورفاس على موقع قاعدة بيانات كرة القدم.إي يو (الإنجليزية)
- أليكساندروس تزورفاس على موقع ناشيونال فوتبول تيمز (الإنجليزية)
- أليكساندروس تزورفاس على موقع Soccerway.com (الإنجليزية)
- أليكساندروس تزورفاس على موقع عالم كرة القدم.نت (الإنجليزية)
- أليكساندروس تزورفاس على موقع كووورة
- أليكساندروس تزورفاس على موقع AS.com (الإسبانية)